# Општина Козје
Општина Козје (словен. Kozje) је једна од општина Савињске регије у држави Словенији. Седиште општине је истоимено насеље Козје.

## Природне одлике
Рељеф: Општина Козје налази се у источном делу Словеније и погранична је ка Хрватској. Општина обухвата средишњи део брежуљкасте области Козјанско, у долини реке Сутле.
Клима: У општини влада умерено континентална клима.
Воде: Најважнији водоток у општини је река Сутла, која протиче источном границом општине. Друга по важности, али средишње постављена је речица Бистрица. Сви остали водотоци су мали и њихове су притоке.

## Становништво
Општина Козје је ретко насељена.

## Насеља општине
| - Бистрица - Буче - Ветрник - Војско - Вренска Горца - Горјане | - Градишче - Губно - Доблежиче - Дренско Ребро - Загорје - Здоле | - Зече при Бучах - Јешовец при Козјем - Клаке - Козје - Лесично - Ортнице | - Осредек при Подсреди - Пилштањ - Подсреда - Поклек при Подсреди - Тополово |  |